# Penstemon harringtonii
Penstemon harringtonii är en grobladsväxtart som beskrevs av Penland. Penstemon harringtonii ingår i släktet penstemoner, och familjen grobladsväxter. Inga underarter finns listade i Catalogue of Life.